# قناة الصفراء
قناة الصفراء هي أي قناة تقوم بنقل الصفراء من الكبد الذي يقوم بإنتاجه ثم نقله إلى القناة الهضمية ليساهم في هضم المواد الغذائية في الاثني عشري.

## البنية
يرتبط النصف العلوي من القناة الصفراوية المشتركة بالكبد، بينما يرتبط النصف السفلي منها بالبنكرياس الذي تمر عبره إلى الأمعاء؛ إذ تصب ضمن الإثني عشر عبر أمبولة فاتر.

## الأهمية السريرية

### الانسداد
يؤدي انسداد قناة الصفراء بالحصى المرارية أو الأورام أو نتيجة تندب تالي لرض إلى منع انتقال الصفراء إلى الأمعاء وتراكم البيليروبين -العنصر النشط فيها- في الدم. يؤدي تراكم البيليروبين إلى اليرقان، وهي حالة يتحول فيها لون الجلد والعينين إلى اللون الأصفر. كذلك، يسبب تراكم البيليروبين في الأنسجة حكة شديدة. تغير أنواع معينة من اليرقان لون البول ليصبح داكنًا، ولون البراز ليصبح شاحبًا. يحدث ذلك نتيجة انتقال البيليروبين إلى مجرى الدم ليخرج مع البول عن طريق الكلى، بدلًا من خروجه مع البراز عن طريق أمبولة فاتر –أي عبر الأمعاء.

### اليرقان
يحدث اليرقان عادةً بسبب أمراض معينة كسرطان البنكرياس مثلًا؛ إذ يسبب الأخير انسداد قناة الصفراء التي تمر عبره. كذلك الأمر، يحدث اليرقان نتيجة الإصابة بسرطان القنوات الصفراوية أو انسداد القناة بحصاة مرارية أو بسبب تندب تالي لإصابة القناة الصفراوية خلال عملية استئصال المرارة.
تصريف الصفراء
يجرى تصريف الصفراء باستخدام أنبوب أو قسطرة (تسمى المنزح الصفراوي أو الدعامة الصفراوية أو القسطرة الصفراوية)، ويقوم بالعملية عادةً جراح أو أخصائي أشعة تداخلية. يستخدم التصريف الصفراوي لتخفيف الانسداد بشكل دائم، وقد يستخدم كحل مؤقت -ريثما تجرى العملية الجراحية مثلًا. يمكن إجراء التصريف الصفراوي عن طريق الجلد عبر الكبد كأحد وسائل الأشعة التداخلية. قد يلجأ الأطباء للتصريف الصفراوي بغرض أخذ عينات من العصارة الصفراوية وتحليليها لتشخيص المرض أو مراقبة سيره، وقد يستخدم كسبيل لتسريب الأدوية.
يمكن إنشاء ممر بين القناة الصفراوية المشتركة والصائم عبر عملية تدعى مفاغرة قناة الصفراء بالصائم، وذلك للتخفيف من الأعراض الناجمة عن انسدادها.
يكون فغر الكبد أحد الخيارات البديلة لتصريف الصفراء لدى الرضع الذين يعانون من رتق القناة الصفراوية.

### سرطانة القنوات الصفراوية
يتكون هذا الشكل من السرطان من خلايا ظهارية متحورة (أو خلايا تملك خصائص ظهارية). يعتبر سرطان القنوات الصفراوية من الأنواع المستعصية والقاتلة بسرعة ما لم يستأصل الورم الأولي وجميع النقائل جراحيًا. لا يوجد علاج شافي له باستثناء الجراحة. ومع ذلك، يكون معظم المصابين به في مرحلة متقدمة عند اكتشافه، وحينها تكون الجراحة غير ممكنة.

### أذية القنوات الصفراوية
قد تتأذى القنوات الصفراوية خلال عملية استئصال المرارة (0.3- 0.5٪)، وخاصةً القناة الصفراوية المشتركة. تختلف شدة هذا الاختلاط من بسيط يمكن تلافيه خلال العملية إلى شديد صعب التلافي. تسبب هذه الأذية مراضة مهمة إن لم تعالج. يستطيع الجراحون تجنب حدوث هذا الاختلاط عبر تصوير القنوات الصفراوية أثناء الجراحة.

## معرض صور

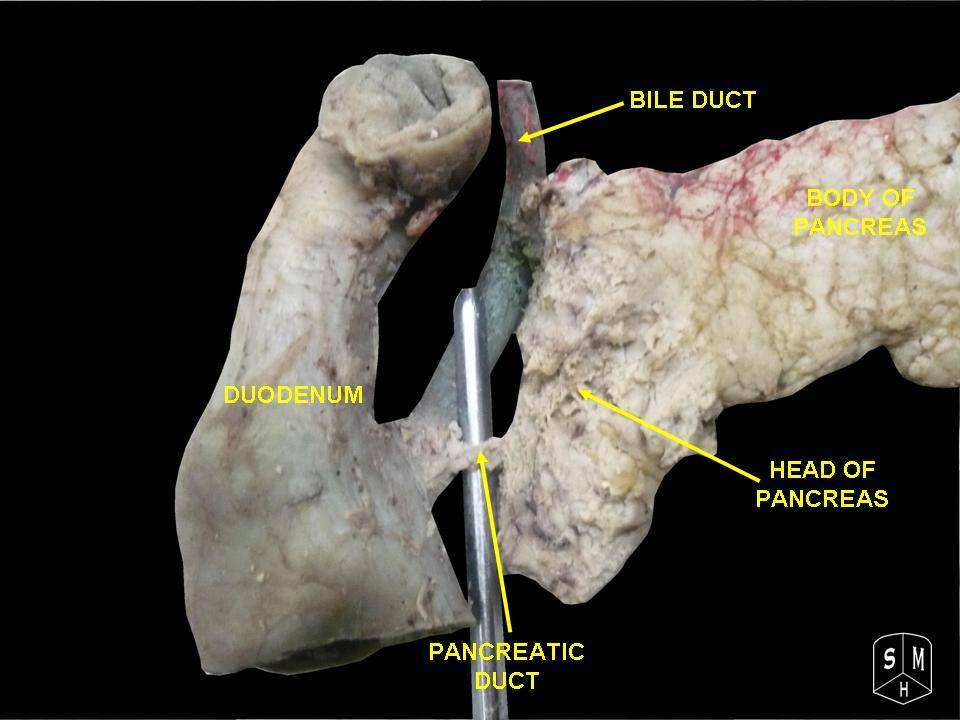
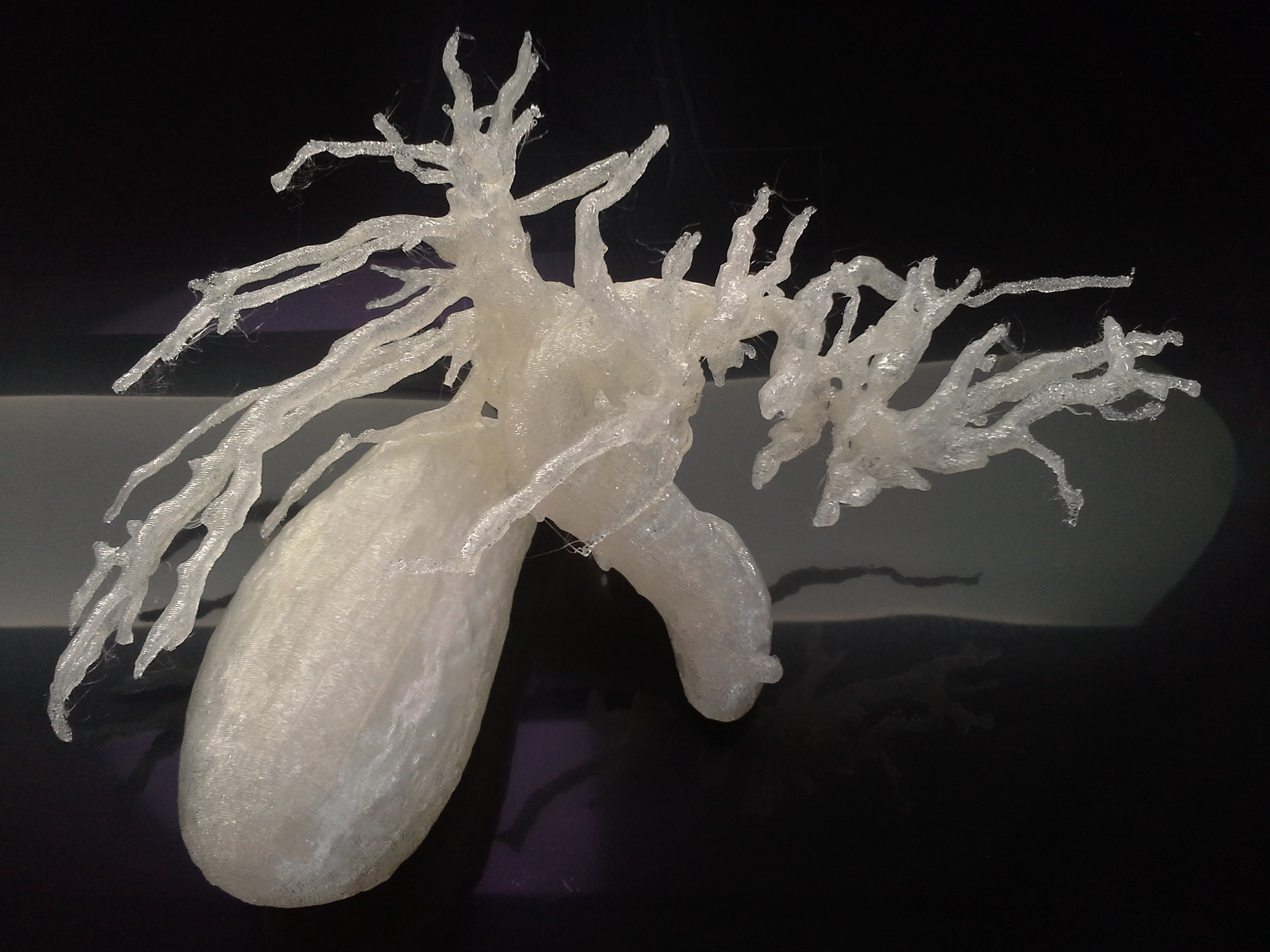
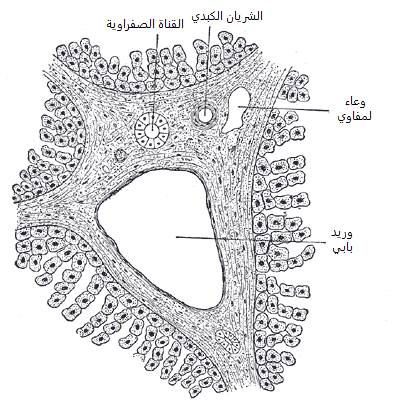